# ديف كونوبكا
ديف كونوبكا (بالإنجليزية: Dave Konopka)‏ هو فنان وعازف قيثارة أمريكي، ولد في 1976.

## وصلات خارجية
- ديف كونوبكا على موقع IMDb (الإنجليزية)
- ديف كونوبكا على موقع ميوزك برينز (الإنجليزية)
- ديف كونوبكا على موقع أول ميوزيك (الإنجليزية)
- ديف كونوبكا على موقع ديسكوغز (الإنجليزية)